# ちりめん亭
ちりめん亭（ちりめんてい）は株式会社トモス（英: TOMOS, INC.）が展開している中華そばチェーンである。

## 店舗ブランド
- ちりめん亭
- 中華食堂ちりめん亭
- ちりめん酒家
- 麺屋 麦亭
- つけ麺屋 麦亭

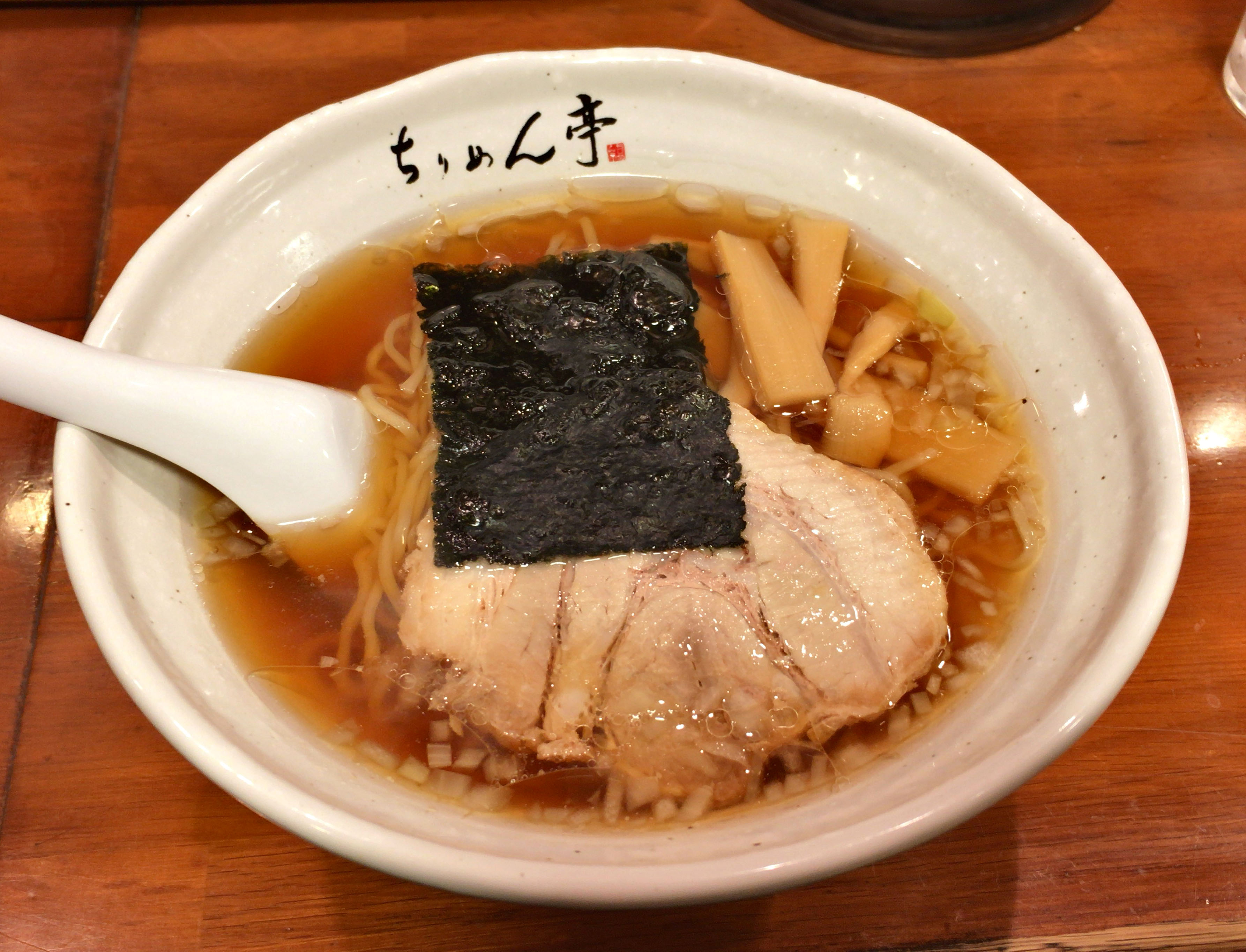
ちりめん亭の中華そば

店舗数は、ちりめん亭が33店舗、麺屋麦亭が2店舗である（平成25年現在）。

## 沿革
以下は、株式会社トモスの沿革となる。
- 1986年2月 - 株式会社エフエフティとして、株式会社モスフードサービスにより設立される。
- 1986年8月 - 東京都杉並区新高円寺の青梅街道沿いに1号店「ちりめん亭新高円寺店」が開店
- 1990年2月 - 加盟店としての第1号店「宮崎大島バイパス店」が開店
- 1995年5月 - 株式会社トモス（TOMORROW MOS）に社名を変更
- 1999年5月 - 中華酒家タイプ店「ちりめん亭 市ヶ谷店」オープン
- 2003年10月 - 麺専門店「麺屋 麦亭 神保町店」オープン
- 2014年1月1日 - 株式会社モスフードサービス所有の全株式（99.95%）を株式会社ケンコー（本社神奈川県　中華飲食店経営）に譲渡[2]。